# Manuel Naranjo
Manuel Naranjo Sosa (Las Palmas de Gran Canaria, España, 20 de agosto de 1930 — Las Palmas de Gran Canaria, España, 12 de noviembre de 2006), fue un futbolista español que se desempeñaba como centrocampista.

## Clubes
| Club               | País   | Año       |
| ------------------ | ------ | --------- |
| U. D. Las Palmas   | España | 1951-1959 |
| Cádiz C. F.        | España | 1960-1961 |
| C. D. San Fernando | España | 1961-1962 |